# Медаль «Крестовый поход против коммунизма»

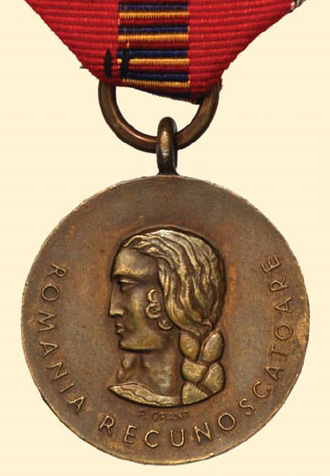
Реверс медали

Медаль «Крестовый поход против коммунизма» (рум. Medalia Cruciada Împotriva Comunismului) — румынская награда периода Второй мировой войны.

## История
Медаль была учреждена королевским указом № 1014 от 1 апреля 1942 г. для поощрения лиц, принимавших участие в военных действиях против СССР. Эта медаль вручалась румынским солдатам и офицерам, воевавшим на Восточном фронте, а также гражданским лицам, участвовавшим в мероприятиях, связанных с боями на этом фронте. Медаль могла вручаться военнослужащим союзных Румынии войск (немецких, итальянских и словацких).
К ленте медали могли крепиться планки с названиями мест сражений, в которых участвовал награждённый; существовало 14 подобных планок, включая 3 неофициальные.
31 декабря 1944 года указом № 2068 медаль была упразднена и более не вручалась, её ношение было запрещено, а 30 декабря 1947 года утратила силу и вся традиционная система румынских наград предыдущих периодов.

## Описание награды
Медаль представляет собой диск из томпака диаметром 32 мм.
На аверсе в центральной части размещено изображение равностороннего креста, на который наложена рука, держащая поднятый меч. Над рукоятью меча, по разные стороны клинка, написаны цифры 19 и 41, вокруг рукояти расходятся лучи. По окружности медали нанесена надпись на румынском языке CRUCIADA ÎMPOTRIVA COMUNISMULUI (Крестовый поход против коммунизма).
На реверсе в центральной части — женская голова в профиль, а под ней по окружности надпись ROMÂNIA RECUNOSCĂTOARE (Благодарная Румыния).
В верхней части медали крепится кольцо для ленты.

### Лента медали
Лента медали красного цвета, шириной 35 мм, в её центре – полоса шириной 8 мм из горизонтальных красных, желтых и синих полосок; по краям белые полосы шириной 2 мм.
К ленте могли крепится металлические планки с изображениями равностороннего креста по края и надписью в центре с обозначением битв, в которых участвовал награждённый.
- AZOV (Азовское море)
- BASARABIA (Бессарабия)
- BUCOVINA (Буковина)
- BUG (Буг)
- CRIMEIA (Крым)
- DOBROGEA (Добруджа)
- DONEŢ (Донец)
- NIPRU (Днепр)
- NISTRU (Днестр)
- ODESSA (Одесса)
- MAREA NEAGRĂ (Чёрное море) — введена 16 июля 1942 года.
- CAUCAZ (Кавказ) — неофициальная планка.
- CALMUCIA (Калмыкия) — неофициальная планка.
- STALINGRAD (Сталинград) — неофициальная планка.

## Известные награждённые
- Петер Айль
- Людольф фон Альвенслебен
- Оскар Бауэр
- Эрих Беренфенгер
- Рудольф фон Бюнау
- Гордон Голлоб
- Фридрих Иссерман
- Эрвин Хануш
- Ганс Шпет

## Нынешний статус награды

### В ФРГ
Со дня объявления войны Румынией Германскому Рейху 23 августа 1944 года, военнослужащим Вермахта было запрещено ношение румынских наград.
Однако на данный момент в соответствии с § 6 (абз. 1, п. 4) закона Германии о порядке награждения орденами и о порядке ношения от 26 июля 1957 г. (нем. Gesetz uber Titel, Orden und Ehrenzeichen), полученные гражданами ФРГ награды стран, ранее бывших союзниками Германии во время Второй мировой войны, вновь могут носиться.